# Kotolaname
Kotolaname – wieś w Botswanie w dystrykcie Kweneng. Według spisu ludności z 2011 roku wieś liczyła 596 mieszkańców.